# Matela (Vimioso)
Matela ist eine Gemeinde (Freguesia) im portugiesischen Kreis Vimioso. In ihr leben 211 Einwohner (Stand 19. April 2021).